# Geier (Tuxer Alpen)

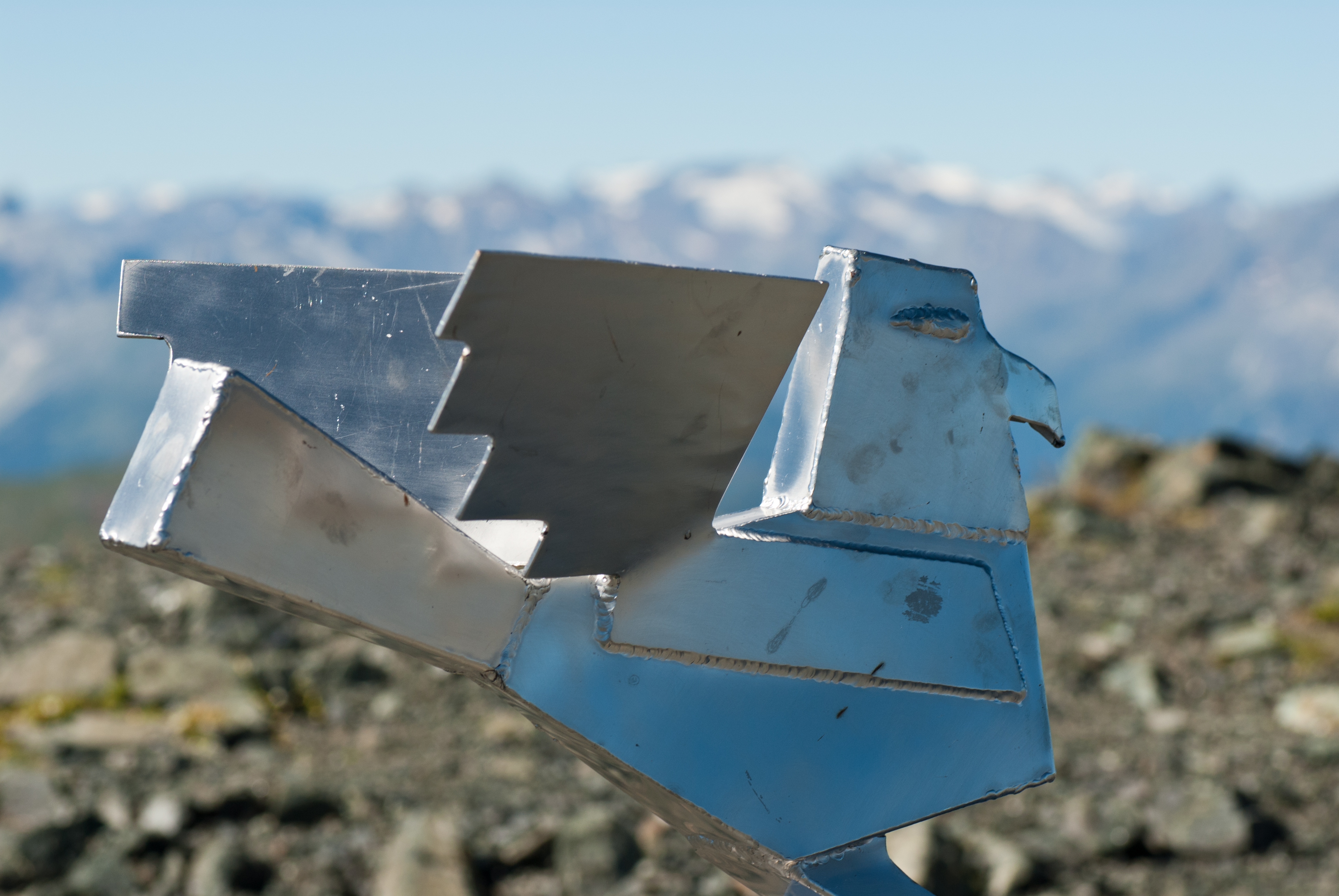
Blechgeier am Gipfel

Der Geier ist die zweithöchste Erhebung der Tuxer Alpen.
Der Geier liegt im Zentrum der Tuxer Alpen, dort wo das südwestlich gelegene Schmirntal, das westlich gelegene Navistal, das östlich gelegene Tuxer Tal, und das nördlich gelegene Wattental zusammenkommen. 450 Meter nördlich des Geier liegt der wesentlich schroffere Lizumer Reckner, der höchste Berg der Tuxer Alpen. Etwa 400 Meter südöstlich des Geier-Gipfels liegt auf circa 2660 m der etwa 200 Mal 100 Meter große Junssee. Mit Ausnahme der südwestlichen Flanke gehört der Geier zum Truppenübungsplatz Lizum-Walchen. Wie der Lizumer Reckner kann auch der Geier aus allen vier angrenzenden Tälern erstiegen werden. Von der Lizumer Hütte im Wattental wird der Geier auch im Winter häufig als Skitour erstiegen. Am Gipfel des Geier befindet sich in Anlehnung an den Bergnamen ein Geier aus Blech.

## Geologie
Der Gipfelbereich wird hauptsächlich aus Serpentiniten des Reckner-Komplexes gebildet, überwiegend sind es Lherzolithe, untergeordnet auch Harzburgite und Dunite. Beim Reckner-Komplex handelt es sich um ehemalige ozeanische Kruste, sogenannte Ophiolithe. Der Reckner-Komplex befindet sich im Grenzbereich zwischen dem Unterostalpin im Norden und dem Tauernfenster im Süden und wird entweder dem Penninikum oder dem Unterostalpin zugeordnet.